# Leonid Strakhovsky
Leonid Ivanovich Strakhovsky (1898-1963) fue un historiador de origen ruso, especializado en la historia de Rusia.

## Biografía
Nacido en 1898 en Oremburgo, se educó en las universidades de Petrogrado y Lovaina, para más tarde ser sucesivamente profesor en las universidades George Washington, Maryland, Harvard y Toronto. Fue autor de obras como The Origins of American Intervention in North Russia, 1918 (1937); Intervention at Archangel.  The Story of Allied Intervention and Russian Counter-Revolution in North Russia, 1918-1920 (Princeton University Press, 1944); Alexander I of Russia: The Man Who Defeated Napoleon (W. W. Norton & Co., 1947), sobre el zar Alejandro I; Craftsmen of the Word. Three Poets of Modern Russia (Harvard University Press, 1949), sobre los poetas Nikolái Gumiliov, Anna Ajmátova y Ósip Mandelshtam; o American Opinion about Russia, 1917–1920 (University of Toronto Press, 1961); entre otras. Falleció en 1963.
Fue también editor de obras como A Handbook of Slavic Studies (Cambridge University Press, 1949); entre otras.